# Leuchtturm Obereversand

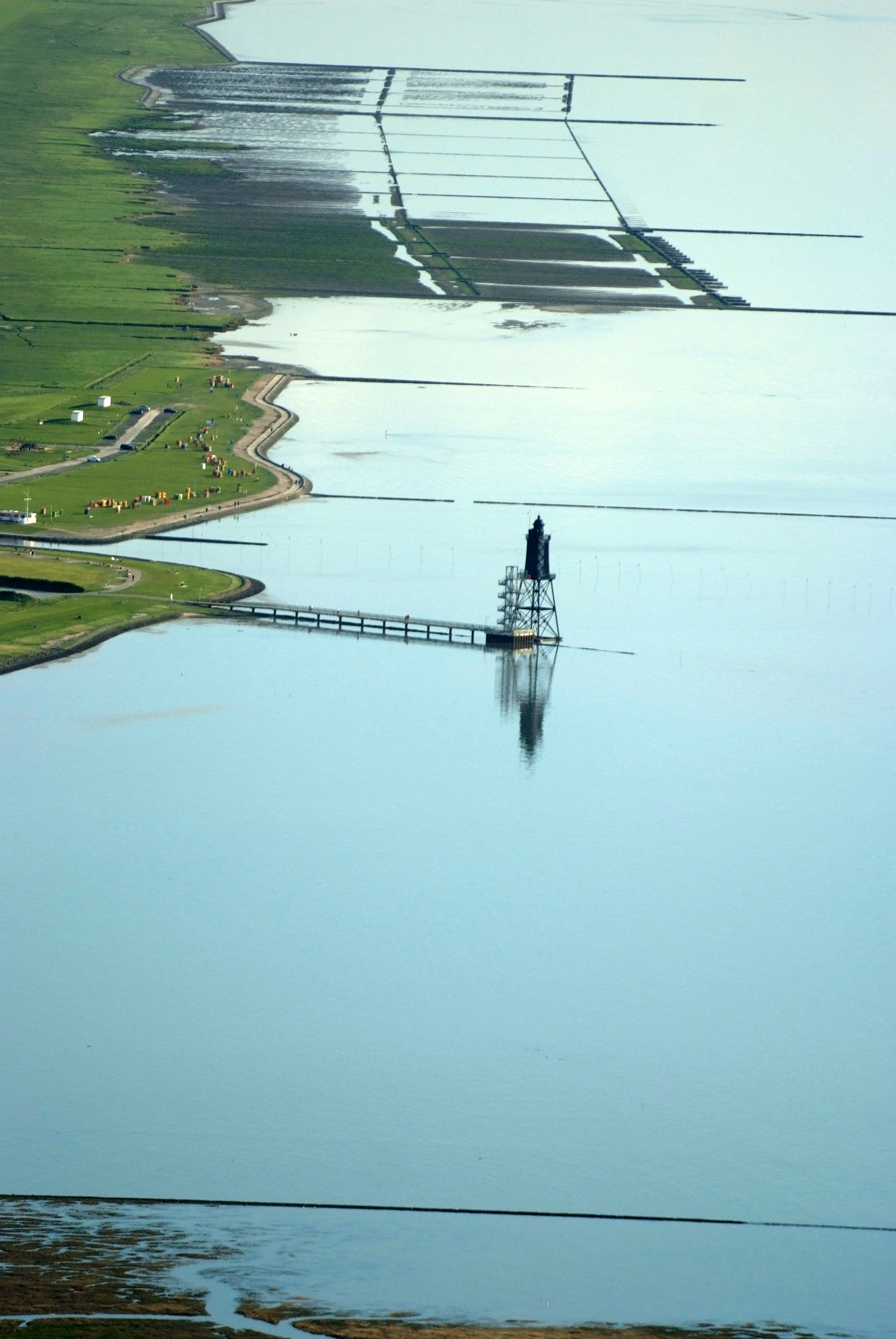
Luftbild des Leuchtturms und der Küste vor Dorum-Neufeld bei Hochwasser (2012)

Das ehemalige Eversand-Oberfeuer steht heute in Dorum-Neufeld an der Wurster Nordseeküste. Die Höhe beträgt 37,4 m über Niedrigwasser. Es handelt sich um einen schwarzen, vierseitigen Turm auf Gitterkonstruktion, mit zwei Galerien und runder Laterne.

## Technik
Der Turm hatte ursprünglich eine fresnelsche Gürtelleuchte mit katadioptrischem Reflektor. Die Brennweite betrug 500 mm. Zu Anfang spendete eine dreidochtige Petroleumlampe das Licht, das über zwölf Seemeilen reichte. 1905 wurde ein lichtstärkeres Petroleumglühlicht eingesetzt.
Heute besitzt das Leuchtfeuer eine Gürtelleuchte mit 400 mm Brennweite mit einer Fünf-Watt-Energiesparlampe, die über eine Photozelle gesteuert wird. Der Zugang zum Turm befindet sich in 17 m Höhe und ist über einen separat stehenden Treppenturm zu erreichen. Der Zugang zur zweiten Galerie erfolgt durch drei im Turm liegende Treppen. Außerhalb des Turmes befindet sich eine Wendeltreppe, die im Brandfall als Evakuierungstreppe dient.

## Geschichte
Das Eversand Oberfeuer wurde 1886/87 im Auftrag des Tonnen- und Bakenamtes Bremen – einer zwischenstaatlichen Behörde der Länder Bremen, Oldenburg und Preußen – von der AG Weser gebaut (53°45'N/8°21'E). Zusammen mit den in ähnlicher Bauweise errichteten Türmen Unterfeuer Eversand und Meyers Legde leitete es von 1887 bis 1923 mit einem weißen Festfeuer den Schiffsverkehr im Bereich der Wesermündung durch den Wurster Arm der Außenweser. Dort verlief damals das Hauptfahrwasser. Mit den Bauten wurde eine Befeuerungslücke zwischen Bremerhaven und der offenen See geschlossen.
Durch die Verlagerung von Sänden in der Weser musste das Hauptfahrwasser 1922 in den Fedderwarder Arm verlegt werden. Damit verloren die Türme ihre Funktion. Danach diente Eversand-Oberfeuer noch als Rettungsbake (sog. Zufluchtstätte für Schiffbrüchige) und wurde als solche bis zum Jahr 1994/95 instand gehalten. Dann beschädigte Eisgang die Unterkonstruktion.
Im März 2003 erfolgte die Versetzung vom Eversandwatt nach Dorum-Neufeld. Einen Großteil der Umsetzungskosten von rund 1,8 Millionen Euro übernahm die Hansestadt Bremen. Der Leuchtturm wurde am Ende einer neuen Seebrücke aufgestellt und mit einem seitlichen Treppenturm versehen. Hier dient der Leuchtturm als Hafenfeuer von Dorum-Neufeld und ist der Mittelpunkt der Touristenattraktion Erlebnisraum Wattenmeer.

## Die Innenräume des Leuchtturms

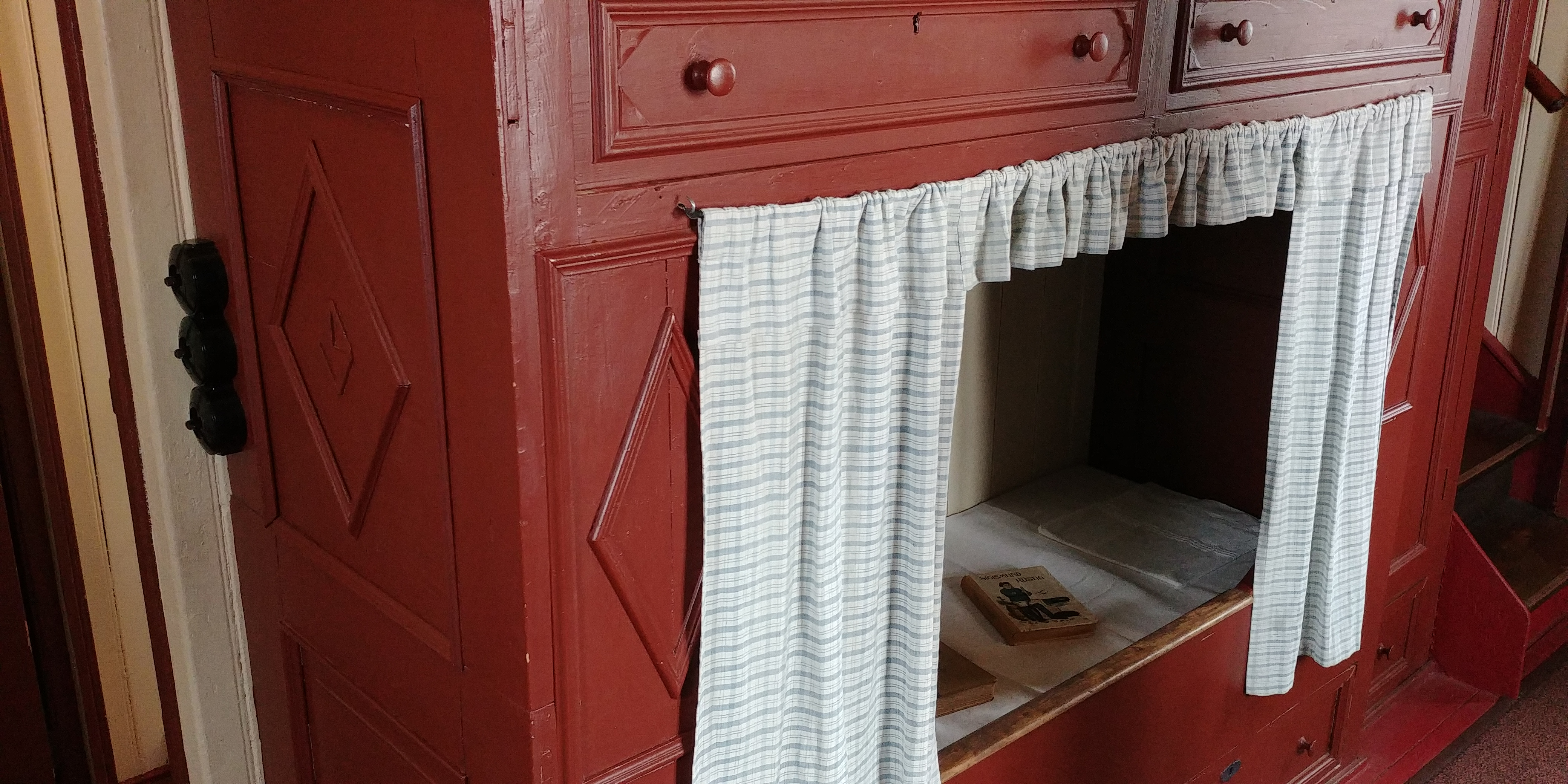
Eine von insgesamt drei Kojen, welche sich im inneren des Leuchtturms befinden.
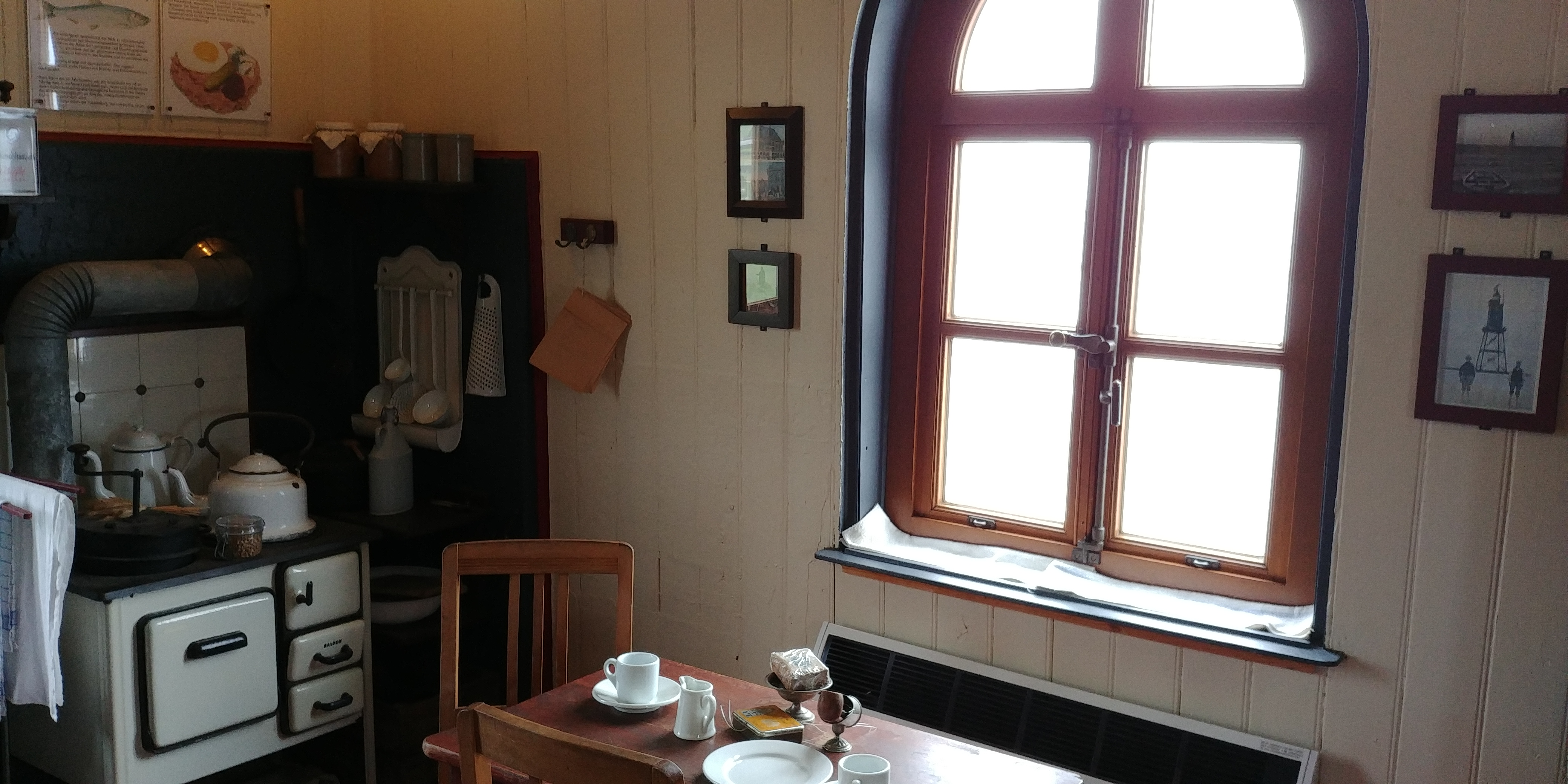
Die ehemalige Küche
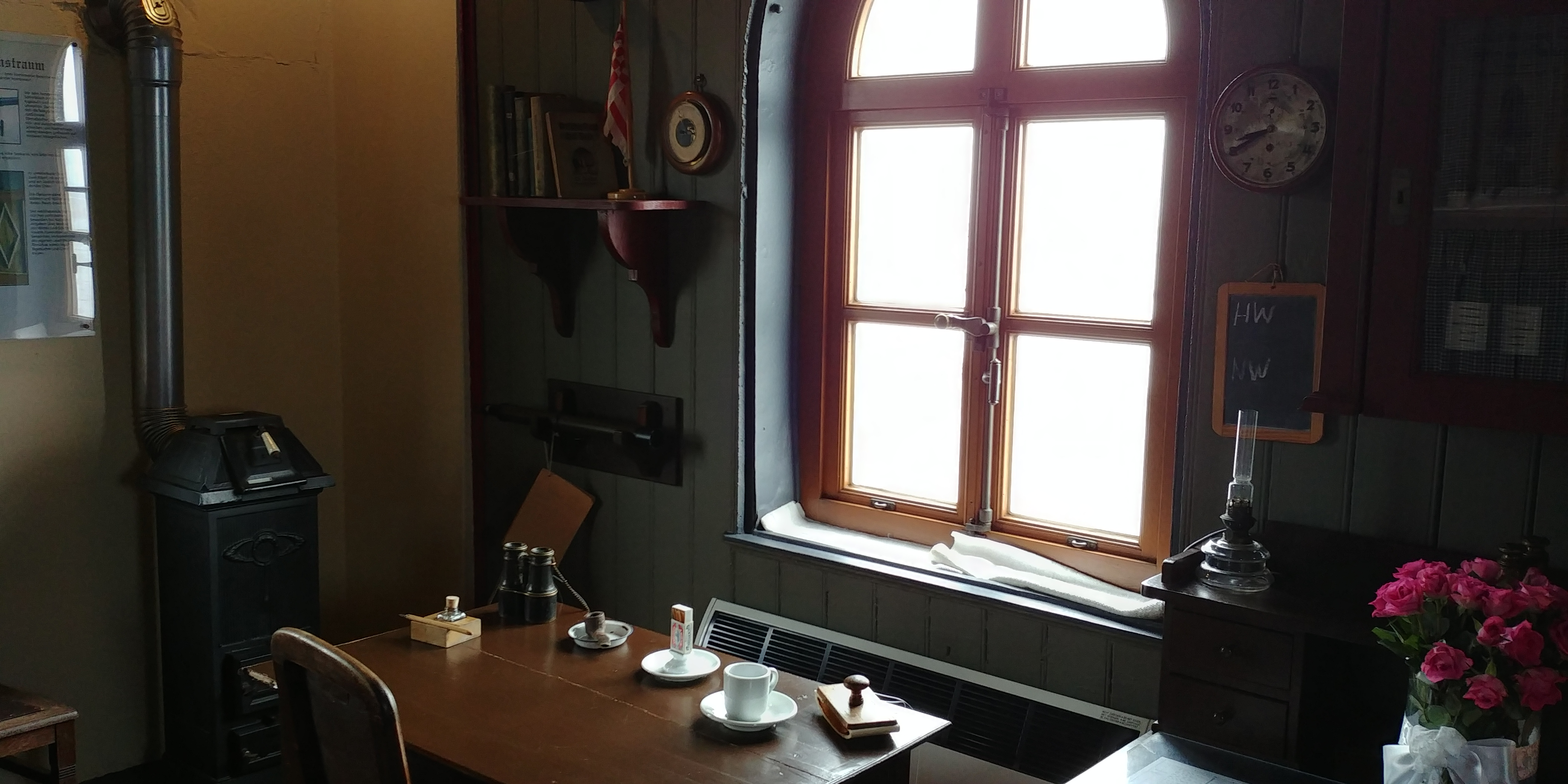
Der Aufenthalts- bzw. Dienstraum
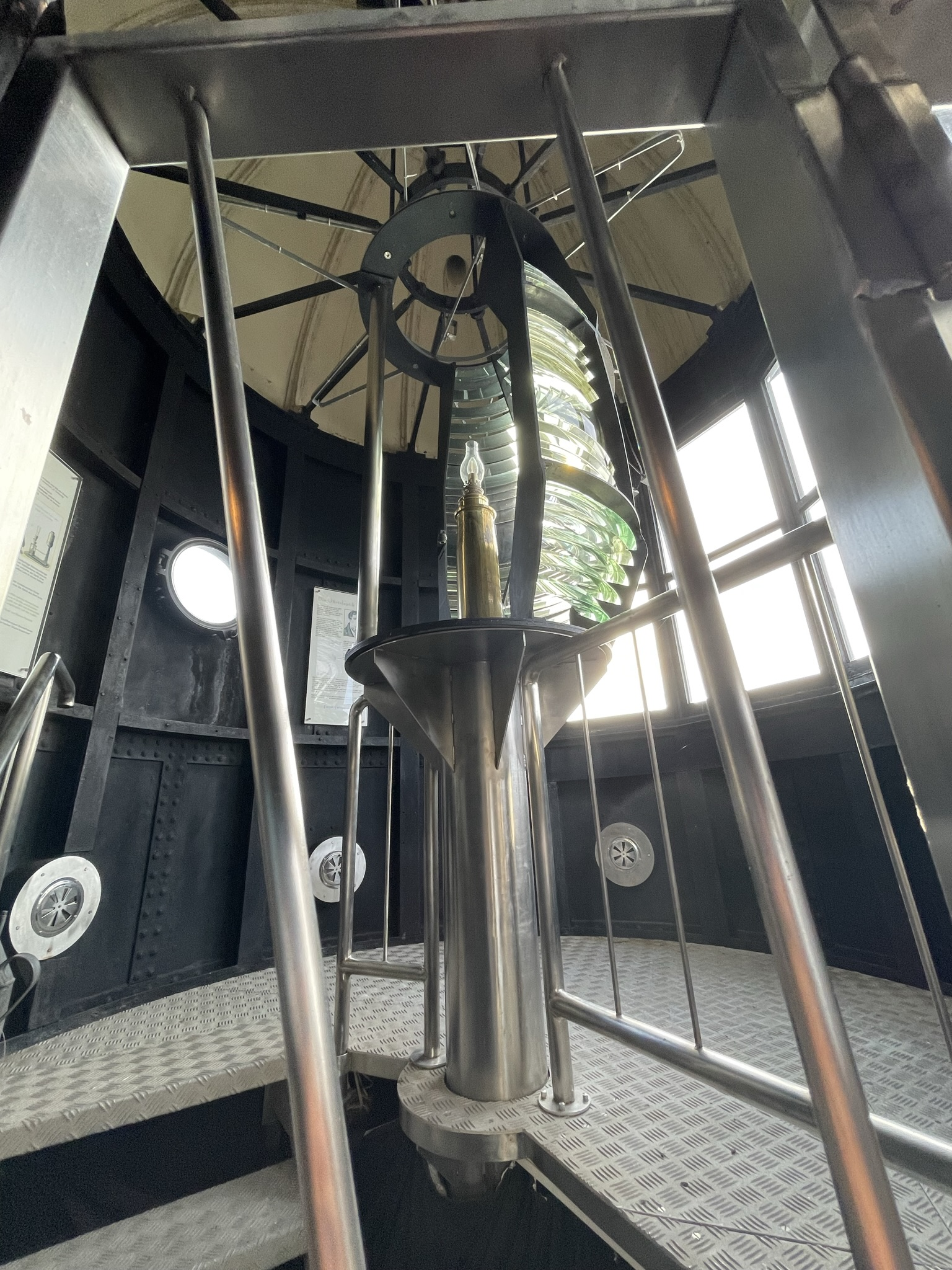
Leuchtfeuertechnik mit Energiesparlampe